# Костанцо, Морено
Морено Костанцо (нем. Moreno Costanzo; родился 20 февраля 1988, Виль, Санкт-Галлен) — швейцарский и итальянский футболист, выступавший на позиции нападающего.

## Клубная карьера
Молодёжная карьера Морено Костанцо началась в футбольном клубе «Кирхберг», который базировался в одноимённом городе в родном кантоне Морено - Санкт-Галлен. В возрасте 18 лет Костанцо попадает в главный клуб кантона - «Санкт-Галлен», в котором и начинает свою взрослую карьеру, сначала выступая на вторую команду, а в мае 2006 года дебютирует и в Суперлиге Швейцарии, выйдя в концовке матча против «Шаффхаузена» в последнем туре чемпионата. После аренды в следующем сезоне в клубе Челлендж-лиги «Виль 1900», Костанцо всё чаще начинает призываться в основной состав «Санкт-Галлена», попутно показывая высокую результативность во второй команде. В сезоне 2008/09 Костанцо становится полноправным игроком основы и помогает своей команде вернуться в Суперлигу, становясь вторым бомбардиром клуба, забив 14 мячей в 27 играх. После успешного следующего сезона в Суперлиге (33 матча, 14 голов) Костанцо получает предложение о переходе в «Янг Бойз» и подписывает со второй командой Швейцарии 4-летний контракт. В составе «Янг Бойз» Костанцо дебютирует в еврокубках, забив гол уже в дебютной игре отборочного раунда Лиги чемпионов против «Фенербахче». В «Янг Бойз» Морено используют чаще в качестве атакующего, центрального и даже опорного полузащитника, что сказывается на его результативности: в пяти сезона за клуб он забивает лишь 26 голов в 127 матчах Суперлиги, а в сезоне 2014/2015 выпадает из основного состава и отправляется на полгода в аренду в команду «Арау», с которой занимает последнее место и вылетает из Суперлиги. У Костанцо остаётся ещё год контракта с «Янг Бойз», и бернский клуб вновь отдаёт игрока в аренду, на сей раз в «Вадуц» из Лихтенштейна, проводящий в Суперлиге второй сезон подряд. Костанцо в «Вадуце» становится одним из лидеров команды и, после истечения контракта с «Янг Бойз» подписывает с клубом из Лихтенштейна полноценный контракт до 2018 года. В 2019 возвращается в «Санкт-Галлен». в 2020 сыграв 7 матчей за команду завершил карьеру.

## Карьера в сборной
Костанцо провёл свыше 30 матчей за сборные Швейцарии разных возрастов, а 11 августа 2010 года дебютировал в национальной сборной Швейцарии в товарищеском матче против сборной Австрии. В этом же поединке Костанцо забил и единственный гол за сборную. Всего на счету Морено 7 игр за национальную команду.

## Достижения
- Обладатель Кубка Лихтенштейна: 2016
- Победитель Челлендж-лиги Швейцарии: 2009